# Partido Social-Democrata da Albânia
O Partido Social-Democrata da Albânia (em albanês: Partia Socialdemokrate e Shqipërisë) é um partido político social-democrata albanês. Foi fundado em março de 1991 por Skënder Gjinushi, ex-ministro da Educação entre 1987 e 1991, ainda durante a vigência do regime comunista no país, e ex-presidente do Parlamento da Albânia entre 1997 e 2001.

## Histórico
Em seu segundo ano de existência, o partido foi admitido na Internacional Socialista no XIX Congresso da aliança internacional em 1992. O PSD disputou sua primeira eleição parlamentares nesse mesmo ano, elegendo 7 deputados. 
O partido não concorreu à eleição de 1996, mas voltou a disputar a eleição em 1997, compondo uma coalizão política com o majoritário Partido Socialista da Albânia (PSSh). A coalizão de centro-esquerda sagrou-se vencedora do pleito e o PSD expandiu sua bancada parlamentar ao eleger 9 deputados. 
Na eleição de 2001, desgastado politicamente, o PSD observou uma redução no número de votos que fez sua bancada parlamentar ser reduzida para somente 4 deputados. Entretanto, logo na eleição de 2005, o partido recuperou-se politicamente ao conseguir eleger 7 deputados. 
Na eleição de 2009, o partido novamente integrou uma coalizão de centro-esquerda com o majoritário PSSh, porém dessa vez, a coalizão de centro-direita liderada pelo governista Partido Democrático da Albânia (PDSh) venceu as eleições e manteve-se em funções. Neste pleito, o PSD obteve somente 1,8% dos votos válidos e perdeu toda a sua bancada parlamentar ao não conseguir eleger sequer 1 deputado. 
O partido somente voltaria a ingressar no Parlamento da Albânia na eleição de 2017 quando obteve 0,95% dos votos válidos e conseguiu eleger 1 deputado. Na eleição de 2021, o PSD aumentou seu índice de votação para 2,25% dos votos e elegeu 3 deputados para a atual legislatura.

## Resultados eleitorais
| Data | CI. | Votos   | %              | +/-    | Deputados | +/-  | Status            |
| ---- | --- | ------- | -------------- | ------ | --------- | ---- | ----------------- |
| 1992 | 3.º | 73 820  | 4,04 / 100,00  | Novo   | 7 / 140   | Novo | Oposição          |
| 1997 | 3.º | 245 181 | 17,35 / 100,00 | 13.31% | 9 / 155   | 2    | Governo           |
| 2001 | 4.º | 48 911  | 3,65 / 100,00  | 13.70% | 4 / 140   | 5    | Governo           |
| 2005 | 4.º | 174 103 | 12,74 / 100,00 | 9.09%  | 7 / 140   | 3    | Oposição          |
| 2009 | 5.º | 26 700  | 1,76 / 100,00  | 10.98% | 0 / 140   | 7    | Extra-parlamentar |
| 2013 | 9.º | 10 220  | 0,59 / 100,00  | 1.17%  | 0 / 140   | 0    | Extra-parlamentar |
| 2017 | 5.º | 14 993  | 0,95 / 100,00  | 0.36%  | 1 / 140   | 1    | Independente      |
| 2021 | 4.º | 35 477  | 2,25 / 100,00  | 1.30%  | 3 / 140   | 2    | Independente      |